# Rendimiento de red
(2023)El rendimiento de red se refiere a las medidas de calidad de servicio de un producto de telecomunicaciones desde el punto de vista del cliente.
La siguiente lista ofrece ejemplos de medidas de desempeño de red para una red de conmutación de circuitos y un tipo de red de conmutación de paquetes, a saber, ATM:
- redes de conmutación de circuitos: En redes de conmutación de circuitos, el rendimiento de la red es sinónimo con el grado de servicio. El número de llamadas rechazadas es una medida de lo bien que la red está funcionando bajo cargas de tráfico pesado.[1] Otros tipos de medidas de desempeño pueden incluir ruido, eco y otros.
- ATM: En una red de modo de transferencia asíncrono (ATM), el rendimiento puede ser medido por velocidad de línea, calidad de servicio (QoS), el rendimiento de datos, tiempo de conexión, la estabilidad, la tecnología, la técnica de modulación y mejoras de módem.[2]

Hay muchas formas diferentes de medir el rendimiento de una red, ya que cada red es diferente en su naturaleza y diseño. El rendimiento también puede ser modelado en lugar de medir; un ejemplo de esto es usar diagramas de transición de estados para modelar el rendimiento de colas en una red de conmutación de circuitos. Estos diagramas permiten que el planificador de la red analice cómo la red se comportará en cada estado, asegurando que la red se diseñe de manera óptima.

## Medidas de rendimiento
Las siguientes medidas son a menudo consideradas importantes:
- Ancho de banda medido en bits/segundo es la velocidad máxima en la que la información puede ser transferida
- El throughput es la tasa real de que la información es transferida
- Latencia es la demora entre el envío desde el emisor y el descifrado por el receptor, esto es principalmente una función del tiempo de viaje de las señales, y el tiempo de procesamiento en los nodos que la información atraviesa.
- Jitter es la variación en el tiempo de llegada al receptor de la información.
- La tasa de error es el número de bits corruptos expresado como fracción del total enviado.

Un malentendido común es pensar que tener un mayor throughput significa una conexión ‘más rápida’. Sin embargo, throughput, latencia, el tipo de información transmitida, y la forma en que la información se aplica afectan a la velocidad percibida de una conexión.

### Ancho de banda
El ancho de banda disponible en el canal y la relación señal a ruido alcanzable de determinan el máximo throughput posible. Generalmente no es posible enviar más datos de lo dictado por el Teorema de Shannon-Hartley.

### Throughput
Throughput es denominado como el número de mensajes que fueron recibidos de manera exitosa, por unidad de tiempo. Es controlado por el ancho de banda disponible, la señal a radio (decibeles) disponible y las limitaciones del hardware. Para propósitos de este artículo, Throughput, será tomado en cuenta desde el primer bit de información que llega al receptor; esto con el fin de separar el concepto, con el de latencia, ya que generalmente son usados como sinónimos.
Time Window es la unidad en la cual Throughput es medida. La elección de una ventana de tiempo adecuada denominara generalmente los cálculos de Throughput; la latencia afecta en el cálculo de Throughput cuando es tomada en cuenta. Si esta no se incluye no afecta el Throughput .

### Latencia
La velocidad de la luz impone un tiempo mínimo de propagación de todas las señales electromagnéticas. No es posible disminuir la latencia debajo de
{\displaystyle t=s/c_{m}}
donde s= es la distancia, y c= la velocidad de la luz, en la mitad. Otros retrasos surgen en nodos intermedios. En una red de paquetes conmutados pueden surgir retrasos debido a la espera para poner los paquetes en una cola.

### Jitter
Jitter es la desviación no deseada de la periodicidad verdadera de una señal asumida como periódica, en electrónica y telecomunicaciones, muchas veces relacionada en referencia a una señal de reloj. Jitter puede encontrarse presente en características como la frecuencia de sucesivas pulsaciones, la amplitud de señal o fase de señales periódicas. Jitter es un factor importante y usualmente no deseado, en el diseño de casi todas las ligas de comunicación (e.g., USB, PCI-e, SATA, OC-48). En aplicaciones de recuperación de reloj es denominado como timing jitter.

### Tasa de error
En transmisiones digitales el número de errores binarios son el número de bits recibidos de una corriente de datos sobre un canal de comunicación que ha sido alterado debido a ruido, interferencia, distorsión o errores de sincronización bit.
El rango de error binario o tasa de error binario, es el número de errores bit, divididos por el número total de bits transferidos durante el intervalo de tiempo estudiado. El rango de error binario es la medición de tiempo sin medida, que es usualmente expresada como el porcentaje.
La probabilidad de error bit p, es el valor esperado de la tasa de error binario. Puede ser considerado como una aproximación estimada de la probabilidad de error binario. En intervalos de larga duración y alto número de errores binarios la estimación es acertada.

### Interacción de factores
Los factores anteriores, en conjunto con los requerimientos de usuario y la percepción del mismo, juegan un rol importante para determinar la rapidez y utilidad de una conexión de red. La relación entre throughput y latencia, y el conocimiento del usuario es mejor reconocida en el contexto de una conexión compartida y como un problema de programación, esto se toma en cuenta cuando los sistemas se encuentran fuertemente dominados por la latencia o el throughput.

## Algoritmos y protocolos
Para algunos sistemas los términos de latencia y throughput son lo mismo. En TCP/IP, la latencia puede afectar de manera directa el throughput. En las conexiones del Protocolo de Control de Transmisión, el retraso del ancho de banda que tiene una conexión con alta latencia, combinado con un TCP relativamente pequeño, causa que el throughput con una conexión de alta latencia caiga abruptamente con latencia. Esto puede ser solucionado de varias maneras; se puede incrementar la congestión del tamaño de la ventana del TCP en varios equipos; o una solución más drástica, un paquete de coalescencia, los cuales son comúnmente usados para ligas satelitales con alta latencia.
La aceleración del TCP convierte a los paquetes del mismo, en una corriente que es parecida al UDP. Es por eso que el software de aceleración del TCP debe de tener sus propios mecanismos para asegurar la confianza de la liga, tomando en cuenta la latencia y el ancho de banda, los dos medios de la alta latencia de la liga deben de ser capaces de sostener el método usado.
En la capa de Control de Acceso a medios de comunicación, se abordan temas de problemas de rendimiento y el retardo de extremo a extremo.

## Ejemplos de sistemas dominados por latencia othroughput
Algunos sistemas pueden estar caracterizados por estar dominados por limitaciones de throughput o de latencia, en términos utilidad y experiencia en productos terminados. En algunas situaciones, límites difíciles como la velocidad de la luz pueden presentar problemas específicos a esos sistemas y no hay manera de corregirlo. Otros sistemas permiten optimización para una mejor experiencia de usuario.

### Telefonía satelital
Un satélite de telecomunicaciones en una órbita geosíncrona impone un camino de al menos 71 000 km o una latencia de 473 ms entre transmisor y receptor (Network performance), lo que significa un retraso pequeño entre el envío del mensaje y su recepción. El retraso sí puede ser notado y afecta el servicio de telefonía satelital a pesar de la capacidad del throughput disponible.

### Comunicación en el espacio profundo
Las consideraciones de distancias muy largas se ve empeorada cuando se quiere comunicar con sondas espaciales y otros blancos de con un rango más allá de la atmósfera de la Tierra. La red del espacio profundo que fue implementado por la NASA, es un sistema capaz de lidiar con esos problemas. Se han propuesto varios métodos con el fin de arreglar la intermitencia en la conexión y el retraso entre mensajes, como una Red tolerante a demoras.

### Comunicación en el espacio aún más profundo
En distancias interestelares el diseño de un sistema de radio que pueda alcanzar cualquier throughput las dificultades son enormes. En estos casos, mantener la comunicación es un problema más grande que el tiempo que la comunicación tarda.

### Transmisión de información sin señal
Casi toda la transmisión se encuentra basada en el throughput , es por eso que casi todas las entregas físicas de archivos de respaldo se siguen haciendo en coche.